# Turati's fiskaal
Turati's fiskaal (Laniarius turatii) is een zangvogel uit de familie Malaconotidae (bosklauwieren). Deze vogel is genoemd naar de Italiaanse bankier en natuuronderzoeker Hercules Turati (1829-1881).

## Verspreiding en leefgebied
Deze soort komt voor in de regenwouden van Guinee-Bissau tot Sierra Leone.

## Status
De grootte van de populatie is niet gekwantificeerd maar de soort wordt omschreven als algemeen. Op de Rode lijst van de IUCN heeft deze soort de status niet bedreigd.